# Strafgesetzbuch (DDR)
Das Strafgesetzbuch (StGB, zur Abgrenzung auch StGB-DDR) der DDR regelte die Kernmaterie des Strafrechts in der DDR. Während es dazu die Voraussetzungen und Rechtsfolgen strafbaren Handelns bestimmte, war das Verfahren zur Durchsetzung seiner Normen, das Strafverfahren, durch ein eigenes Gesetzbuch (Strafprozessordnung) geregelt.
Neben vielen Regelungen, die auch in Rechtsstaaten üblich sind, finden sich im StGB der DDR Normen, die der Sicherstellung der Herrschaft der SED und der Verfolgung politisch Andersdenkender dienten.
Wie die gesamte DDR-Justiz war auch das Strafrecht und die Strafrechtspflege dem Herrschaftsanspruch der SED verpflichtet.
Ebenfalls im Gegensatz zu rechtsstaatlichen Prinzipien stand die Anwendung des Strafgesetzbuches in Fällen großer politischer Wichtigkeit, in der ein rechtsstaatliches Strafverfahren nicht gewährleistet war.

## Geschichte
In der DDR galt zunächst – wie in ganz Deutschland – das Reichsstrafgesetzbuch von 1871 ohne die vom Alliierten Kontrollrat außer Kraft gesetzten Staatsschutzparagraphen fort. Die Lücke füllte zunächst eine weit gefasste Anwendung des Artikels 6 der Verfassung von 1949 aus, bis 1957 das Strafrechtsergänzungsgesetz neue Staatsschutzbestimmungen und Strafarten festlegte.
Das Strafgesetzbuch der DDR wurde am 12. Januar 1968 erlassen und trat am 1. Juli 1968 in Kraft.
Das Strafgesetzbuch wurde mehrfach, zuletzt in den Jahren 1977, 1979, 1982, 1985, 1987, 1988 und 1990 geändert. Es sah bei besonders schweren Verbrechen auch die Todesstrafe vor, die erst durch Gesetz vom 18. Dezember 1987 gestrichen wurde. Die letzten Todesurteile der DDR waren 1981 verhängt und vollstreckt worden.
Mit dem 3. Strafrechtsänderungsgesetz von 1979 wurde das Strafrecht erheblich verschärft. Die grundlegenden außenpolitischen Veränderungen seit 1976/77 und das Entstehen von Dissidentengruppen führten dazu, dass sich die sowjetische Führung und in ihrem Gefolge die SED-Spitze immer mehr durch den „imperialistische Agenten“ bedroht sahen. Innere und äußere Bedrohung wurde dabei als Einheit wahrgenommen, und die Existenz des inneren Feindes resultierte lediglich als Folge der Aktivitäten des „imperialistischen Gegners“. Die Verschärfung bestand vor allem in der Einfügung des Passus „in sonstiger Weise“ in einer Reihe von Paragraphen. So wurde im § 107 zur staatsfeindlichen Gruppenbildung strafbar, wenn man eine Gruppe „in sonstiger Weise unterstützt“ habe. Am § 106 (staatsfeindliche Hetze), der im Ruf stand, der übelste Gesinnungsparagraph zu sein, wird besonders augenfällig, wie das Strafrecht zu Einschüchterungs- und Erziehungszwecken funktionalisiert wurde. So wurden bei ihm u. a. Ziffern vertauscht, um ihn im Gesetzblatt anzeigen und nochmals in den Medien veröffentlichen zu können.
Der Vertrag über die Schaffung einer Währungs-, Wirtschafts- und Sozialunion zwischen der Deutschen Demokratischen Republik und der Bundesrepublik Deutschland vom 18. Mai 1990 hatte in Artikel 4 –Rechtsanpassung bestimmt, dass die in seiner Anlage III bezeichneten Vorschriften aufzuheben sind. Dort war unter 19. Änderungen und Ergänzungen des Strafgesetzbuches festgelegt, dass das Strafgesetzbuch der Deutschen Demokratischen Republik durch Aufhebung […] der §§ 90, 99, 105, 106, 108, 213, 219, 249 geändert wird. Dadurch konnten eine Reihe politischer Handlungen und Verhaltensweisen nicht länger als Straftaten verfolgt werden.
Das Strafgesetzbuch wurde bei der Wiedervereinigung fast vollständig durch das Strafgesetzbuch (Deutschland) abgelöst, allerdings galten einige Vorschriften nach Maßgabe des Einigungsvertrags zunächst weiter:
§§ 153–155 bis zur bundeseinheitlichen Regelung des Schwangerschaftsabbruchs 1993 (vgl. auch unten)
§ 149 bis zur bundeseinheitlichen Regelung des sexuellen Missbrauchs von Jugendlichen 1994
§ 191a in der durch den Einigungsvertrag geänderten Fassung bis zur bundeseinheitlichen Regelung der Bodenverunreinigung in § 324a Strafgesetzbuch (Deutschland) 1994
§ 238 (Beeinträchtigung richterlicher Unabhängigkeit), der erst durch das Änderungsgesetz vom 29. Juni 1990 eingeführt worden war, bis 1998 (seitdem gelten dafür die allgemeinen Vorschriften gegen Beleidigung, Nötigung und Körperverletzung)
§ 84 (Ausschluss der Verjährung von Verbrechen gegen den Frieden, die Menschlichkeit und Kriegsverbrechen) bis zur Einführung des Völkerstrafgesetzbuchs 2002

## Aufbau
Das Strafgesetzbuch der DDR war folgendermaßen aufgebaut:

### Präambel
In der Präambel hieß es u. a. … Das sozialistische Recht der Deutschen Demokratischen Republik verkörpert den Willen des Volkes, dient dem Schutz der Bürgerrechte und bestätigt die Deutsche Demokratische Republik als den wahren deutschen Rechtsstaat. … Das sozialistische Strafrecht gebietet, dass jeder zur Verantwortung gezogen wird, der sich eines Verbrechens oder Vergehens schuldig macht.

### Allgemeiner Teil
Der Allgemeine Teil des Strafgesetzbuches der DDR enthielt die gesetzlichen Definitionen von Verbrechen und dessen Rechtsfolgen, außerdem allgemeine Vorschriften zur Beurteilung von Straftaten.
1. Grundsätze des sozialistischen Strafrechts der Deutschen Demokratischen Republik
2. Voraussetzungen der strafrechtlichen Verantwortlichkeit
3. Maßnahmen der strafrechtlichen Verantwortlichkeit
4. Besonderheiten der strafrechtlichen Verantwortlichkeit Jugendlicher
5. Geltungsbereich der Strafgesetze und Verjährung der Strafverfolgung

### Besonderer Teil
Dieser Teil enthielt die einzelnen Straftatbestände, geordnet nach geschützten Rechtsinteressen (sog. Rechtsgütern), nämlich
1. Verbrechen gegen die Souveränität der Deutschen Demokratischen Republik, den Frieden, die Menschlichkeit und die Menschenrechte
2. Verbrechen gegen die Deutsche Demokratische Republik
3. Straftaten gegen die Persönlichkeit
4. Straftaten gegen Jugend und Familie
5. Straftaten gegen das sozialistische Eigentum und die Volkswirtschaft
6. Straftaten gegen das persönliche und private Eigentum
7. Straftaten gegen die allgemeine Sicherheit
8. Straftaten gegen die staatliche Ordnung
9. Militärstraftaten

Das Strafgesetzbuch der DDR umfasste nicht sämtliche Straftatbestände. Einige Delikte waren auch in anderen Gesetzen als Ordnungsstrafvorschriften eingefügt, wie z. B.
- für Steuerdelikte in der Abgabenordnung
- für Verstöße gegen das Lebensmittelrecht das „Gesetz über den Verkehr mit Lebensmitteln und Bedarfsgegenständen“
- für einige Verkehrsstraftaten im Straßenverkehrsgesetz

## Strafrechtsnormen zur Verfolgung politisch Andersdenkender
Eine Vielzahl von Strafrechtsnormen wurde für die Verfolgung politisch Andersdenkender oder die Sicherung der Herrschaft der SED oder des Grenzregimes instrumentalisiert. Grundlage für das politische Strafrecht waren vor allem der Artikel 6 der DDR-Verfassung und die Kontrollratsdirektive Nr. 38.
Obwohl diese Strafvorschriften einen objektiven Schutzzweck verfolgten, erlaubte die Formulierung als Generalklausel eine fast beliebige Ausweitung auf jeden einigermaßen passenden Tatbestand. Eine restriktive Auslegung von Generalklauseln, wie sie in der Bundesrepublik durch den strafrechtlichen Bestimmtheitsgrundsatz verlangt wird, war in der Strafrechtspflege der DDR nicht ausdrücklich vorgesehen. Vielmehr wurde durch die im Kapitel 1 niedergelegten Grundsätze eine Auslegung durch die politische Zielsetzung überformt, so beispielsweise in Artikel 2
… Die strafrechtliche Verantwortlichkeit wird verwirklicht durch nachdrückliche staatliche und gesellschaftliche Einwirkung auf den Gesetzesverletzer sowie durch seine Bewährung und Wiedergutmachung. …
Immerhin wurde in Artikel 4 ein allgemeiner Gesetzesvorbehalt
… in strikter Übereinstimmung mit den Gesetzen …
sowie das Rückwirkungsverbot normiert. Durch die Einordnung in Artikel 4 ergibt sich jedoch eine gewisse Nachrangigkeit gegenüber den in Artikel 1 bis 3 formulierten, politisch geprägten Grundsätzen. Dementsprechend steht der Begriff strikt nicht für eine enge juristische Auslegung, sondern für eine enge sozialistische Auslegung.
Im Zuge der vom MfS betriebenen systematischen Kriminalisierung Oppositioneller wurden auch relativ bestimmte Tatbestände wie Devisenvergehen oder Sachbeschädigung instrumentalisiert.

### Straftaten gegen die staatliche und öffentliche Ordnung
Die „Straftaten gegen die staatliche und öffentliche Ordnung“ (Besonderer Teil, Kapitel 8, 2. Abschnitt) wurden in der Praxis unter anderem zur Verfolgung Oppositioneller eingesetzt. Hierzu zählten vor allem:

#### Ungesetzlicher Grenzübertritt
Der ungesetzliche Grenzübertritt war nach § 213 strafbar. Der Tatbestand galt für das widerrechtliche Passieren der Staatsgrenze der DDR oder die rechtswidrige oder nicht fristgerechte Rückkehr in die Deutsche Demokratische Republik. Die Strafbarkeit stand im Widerspruch zum Völkerrecht, insbesondere Artikel 13 der Allgemeinen Erklärung der Menschenrechte der UN, welche die Reisefreiheit garantiert.

#### Rowdytum
Insbesondere der § 215 („Rowdytum“) war so unbestimmt, dass er oft für politische Verurteilungen genutzt wurde.
„Wer sich an einer Gruppe beteiligt, die aus Mißachtung der öffentlichen Ordnung oder der Regeln des sozialistischen Gemeinschaftslebens Gewalttätigkeiten, Drohungen oder grobe Belästigungen gegenüber Personen oder böswillige Beschädigungen von Sachen oder Einrichtungen begeht, wird mit Freiheitsstrafe bis zu fünf Jahren oder mit Haftstrafe bestraft.“

#### Ungesetzliche Verbindungsaufnahme
Der § 219 („Ungesetzliche Verbindungsaufnahme“) wurde genutzt, Kontakte in nicht sozialistische Staaten (insbesondere zu den Ostbüros von Parteien in der Bundesrepublik Deutschland) zu verfolgen. Konkret war unter Strafe gestellt: „1. wer Nachrichten, die geeignet sind, den Interessen der DDR zu schaden, im Ausland verbreitet oder verbreiten lässt oder zu diesem Zweck Aufzeichnungen herstellt oder herstellen lässt, 2. wer Schriften, Manuskripte oder andere Materialien, die geeignet sind, den Interessen der DDR zu schaden, unter Umgehung von Rechtsvorschriften an Organisationen, Einrichtungen oder Personen im Ausland übergibt oder übergeben lässt“.
Auch der § 245 („Geheimnisverrat“) hatte eine vergleichbare Funktion.

### Verbrechen gegen die Deutsche Demokratische Republik
Unter der Kapitelüberschrift „Verbrechen gegen die Deutsche Demokratische Republik“ finden sich eine Reihe von Instrumenten zur politischen Justiz:
- Hochverrat (§ 96), Landesverrat (§§ 97 ff.) sowie Terror (§ 101 ff.) wurden nicht nur gegen Widerstandskämpfer eingesetzt;
- Staatsfeindliche Verbindungen (§ 100) stellte Kontakte nach Westdeutschland oder ins „kapitalistische Ausland“ unter Strafe;
- Diversion (§ 103), Sabotage (§ 104) „schützten“ „die Volkswirtschaft, die sozialistische Staatsmacht oder die Verteidigungskraft der Deutschen Demokratischen Republik“ gegen Schädigungen beliebiger Art;
- Fluchthilfe konnte als „Staatsfeindlicher Menschenhandel“ (§ 105) verfolgt werden;
- der Versuch, abweichende Meinungen zu äußern, konnte als „Staatsfeindliche Hetze“ (§ 106) bestraft werden;
- ebenfalls strafbar war die Bildung oppositioneller Organisationen oder Parteien gemäß § 107 („Staatsfeindliche Gruppenbildung“).

## Wirkungslose Strafrechtsnormen
Eine Reihe von Strafrechtsnormen hatten allein deklaratorischen Charakter und wurden systematisch durch das Regime gebrochen, ohne dass eine Strafverfolgung denkbar gewesen wäre. So kontrollierte trotz der formellen Gewährleistung des Briefgeheimnisses (§ 135) das Ministerium für Staatssicherheit den gesamten Postverkehr der DDR aus oder in den Westen sowie große Teile des Postverkehrs innerhalb der DDR.

## Strafrechtsnormen, die von bundesdeutschem Recht abwichen
Eine Reihe von Strafrechtsnormen der DDR wich von denen in der Bundesrepublik Deutschland ab. Beispiele sind:

### Beförderungserschleichung
Die umgangssprachlich Schwarzfahren genannte Beförderungserschleichung war in der DDR kein Straftatbestand.

### Fristenregelung bei Schwangerschaftsabbrüchen
Seit 1972 regelte das Gesetz über die Unterbrechung der Schwangerschaft in Verbindung mit StGB § 153 ff. in Form einer Fristenregelung die Straffreiheit der Abtreibung in den ersten zwölf Wochen der Schwangerschaft.

### Strafbarkeit der Homosexualität
§ 151, der homosexuelle Handlungen von Personen über 18 Jahren mit Personen unter 18 Jahren unter Strafe stellte, wurde mit dem Gesetz vom 14. Dezember 1988 aufgehoben.
Zur Strafbarkeit der Homosexualität siehe auch § 175 Strafgesetzbuch (Deutschland).

## Rehabilitierung
Das Gesetz über die Rehabilitierung und Entschädigung von Opfern rechtsstaatswidriger Strafverfolgungsmaßnahmen im Beitrittsgebiet (Strafrechtliches Rehabilitierungsgesetz – StrRehaG) zählt eine Reihe von Normen des DDR-Strafrechts auf, die in der Regel der politischen Verfolgung dienten. Diese Regelvermutung ist widerlegbar. Weitere Normen des DDR-Strafrechts können der politischen Verfolgung gedient haben. Der Regelkatalog beinhaltet aus dem Strafgesetzbuch der DDR:
- § 96 – „Hochverrat“
- § 97 – „Spionage“
- § 98 – „Ungesetzliche Sammlung von Nachrichten“
- § 99 – „Landesverräterische Nachrichtenübermittlung“
- § 100 – „Staatsfeindliche Verbindungen“
- § 105 – „Staatsfeindlicher Menschenhandel“
- § 106 – „Staatsfeindliche Hetze“
- § 213 – „Ungesetzlicher Grenzübertritt“
- § 219 – „Ungesetzliche Verbindungsaufnahme“
- § 220 – „Öffentliche Herabwürdigung der staatlichen Ordnung“
- §§ 245, 246 – „Geheimnisverrat“
- § 256 – „Wehrdienstentziehung/-verweigerung“

Menschen, die nach dem § 249 des StGB der DDR (Gefährdung der öffentlichen Ordnung durch asoziales Verhalten) verurteilt worden sind, können unter bestimmten Voraussetzungen rehabilitiert werden.
Personen, die wegen Fahnenflucht verurteilt wurden, werden in der Regel nicht rehabilitiert. Ausgenommen davon sind Personen, die den Grenztruppen der DDR angehört haben.

## Gesetzesfassungen
- Strafgesetzbuch der Deutschen Demokratischen Republik - StGB - vom 12. Januar 1968 im Gesetzblatt der DDR, Teil I Nr. 1 vom 22. Januar 1968, S. 1ff., Digitalisat.
- Fassung des Strafgesetzbuch der Deutschen Demokratischen Republik von 1974 mit der Bekanntmachung der Neufassung des Strafgesetzbuches der Deutschen Demokratischen Republik vom 19. Dezember 1974 im Gesetzblatt der DDR, Teil I Nr. 3 vom 20. Januar 1975, S. 13ff., Digitalisat.
- Fassung des Strafgesetzbuch der Deutschen Demokratischen Republik von 1989 im Gesetzblatt der DDR, Teil I Nr. 3 vom 31. Januar 1989, S. 33ff., Digitalisat.
- Änderungsgesetz vom 29. Juni 1990 im Gesetzblatt der DDR, Teil I Nr. 39 vom 9. Juli 1990, S. 526ff., Digitalisat.